# Émile Blin
Pour les articles homonymes, voir Blin.
Émile Blin est un imprimeur et écrivain morvandiau, né à Château-Chinon (Ville) le 23 mars 1865, où il est décédé le 8 janvier 1953.
Auteur de textes en morvandiau, il dirige presque toute sa vie le Journal du Morvan et est l'auteur de nombreux articles et textes en patois sous le pseudonyme de Jean Coulas.